# Rolf Böhm
Rolf Böhm (* um 1958) ist ein deutscher Kartograf und Kommunalpolitiker (CDU).

## Kartographie

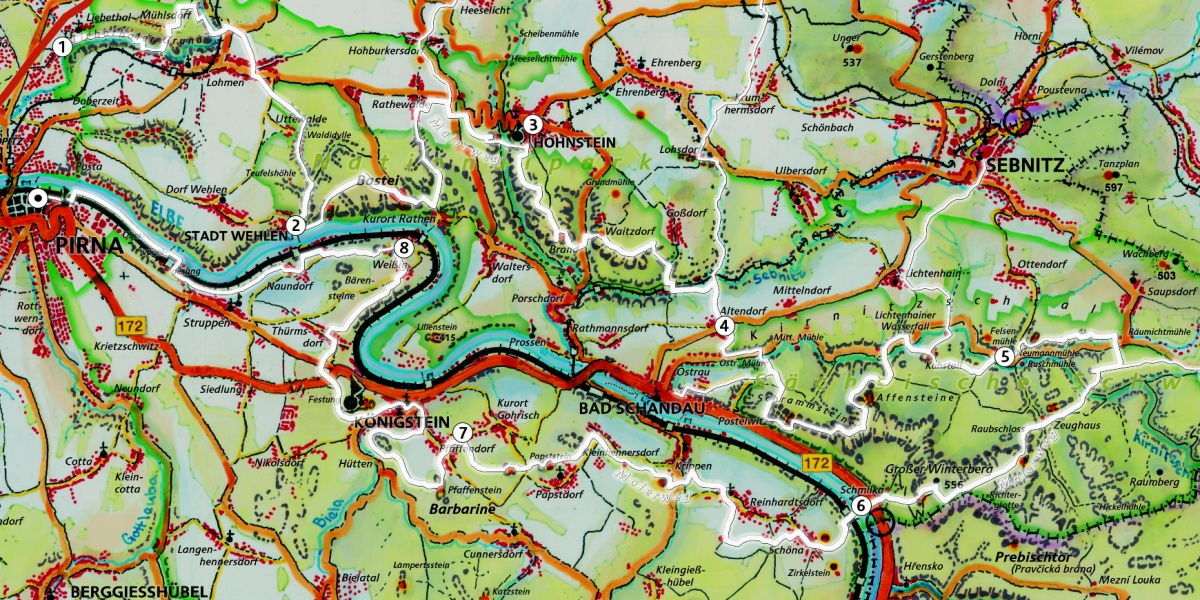
Übersichtskarte der Sächsischen Schweiz von Rolf Böhm

Böhm beschäftigt sich seit den 1980er Jahren vorrangig mit der Kartierung des Elbsandsteingebirges. Dabei stützt er sich hauptsächlich auf ältere Messtischblätter, die er aufarbeitet und mit seinem persönlichen, künstlerischen Zeichenstil versieht. Diese Karten werden von ihm außerdem regelmäßig aktualisiert und mit Details versehen, die auf anderen Karten teilweise fehlen. So sind auch eher weniger bekannte Wegmarken eingezeichnet sowie Wege, deren Begehung seitens der Nationalparkverwaltung unerwünscht oder gar verboten ist. Viele Details werden von Böhm hinzugefügt, nachdem sie ihm oder anderen Wanderern persönlich aufgefallen sind.
Bisher veröffentlichte Böhm insgesamt achtzehn Karten in Selbstverlag.
Die Karten von Böhm, für deren Herstellung er jeweils rund tausend Arbeitsstunden benötigt, gelten bei Wanderern in der Sächsischen Schweiz inzwischen als Kult. Der Deutschlandfunk bezeichnete ihn daher in Anlehnung an den unter dem Namen Canaletto bekannten, in Sachsen im 18. Jahrhundert tätigen Maler Bernardo Bellotto auch als Canaletto der Wanderwege.

## Lokalpolitik
Rolf Böhm ist seit mehreren Legislaturperioden Abgeordneter des Stadtrates von Bad Schandau. Dieser entsandte ihn 2006 in die Wegekommission des Nationalparks Sächsische Schweiz. Dort vertrat er hauptsächlich die Positionen von Wanderern und stellte sich gegen eine Verkleinerung des Wegenetzes der Sächsischen Schweiz. Dieses gilt als besonders dicht, was unter der Nationalparkverwaltung und Naturschützern umstritten ist. 2017 wurde der Bürgermeister von Bad Schandau in die Wegekommission entsandt, woraufhin Böhm die Kommission verlassen musste.

## Karten

### Sächsische Schweiz
- Große Karte der Sächsischen Schweiz. 16. Auflage. Selbstverlag, Bad Schandau 2017, ISBN 978-3-910181-09-0 (Karte, Maßstab 1:30000).
- Kuhstall – Hinteres Raubschloss. 3. Auflage. Selbstverlag, Bad Schandau 2012, ISBN 978-3-910181-00-7 (Karte, Maßstab 1:10000).
- Schrammsteine – Affensteine. 8. Auflage. Selbstverlag, Bad Schandau 2015, ISBN 978-3-910181-01-4 (Karte, Maßstab 1:10000).
- Hinterhermsdorf und die Schleusen. 4. Auflage. Selbstverlag, Bad Schandau 2013, ISBN 978-3-910181-02-1 (Karte, Maßstab 1:10000).
- Großer Zschand. 4. Auflage. Selbstverlag, Bad Schandau 2016, ISBN 978-3-910181-03-8 (Karte, Maßstab 1:10000).
- Die Bastei. 7. Auflage. Selbstverlag, Bad Schandau 2015, ISBN 978-3-910181-04-5 (Karte, Maßstab 1:10000).
- Bielatalgebiet. 5. Auflage. Selbstverlag, Bad Schandau 2014, ISBN 978-3-910181-05-2 (Karte, Maßstab 1:10000).
- Brand – Hohenstein. 4. Auflage. Selbstverlag, Bad Schandau 2020, ISBN 3-910181-06-6 (Karte, Maßstab 1:10000).
- Nikolsdorfer Wände und das Labyrinth. 2. Auflage. Selbstverlag, Bad Schandau 2017, ISBN 978-3-910181-17-5 (Karte, Maßstab 1:10000).
- Festung Königstein und die Tafelberge. 4. Auflage. Selbstverlag, Bad Schandau 2010, ISBN 3-910181-16-3 (Karte, Maßstab 1:10000).
- Stolpen und das Stolpener Land. 2. Auflage. Selbstverlag, Bad Schandau 2008, ISBN 978-3-910181-14-4 (Karte, Maßstab 1:20000).

### Böhmische Schweiz
- Böhmische Schweiz. 4. Auflage. Selbstverlag, Bad Schandau 2017, ISBN 978-3-910181-08-3 (Karte, Maßstab 1:40000).
- Khaatal. Kyjovské údolí. 2. Auflage. Selbstverlag, Bad Schandau 2018, ISBN 3-910181-16-3 (Karte, Maßstab 1:10000).
- Balzhütte. Na Tokání. 1. Auflage. Selbstverlag, Bad Schandau 2013, ISBN 978-3-910181-21-2 (Karte, Maßstab 1:10000).

### Dresdner Umland
- Schloss Moritzburg und die Teiche. 1. Auflage. Selbstverlag, Bad Schandau 2002, ISBN 978-3-910181-18-2 (Karte, Maßstab 1:20000).
- Tharandter Wald. 2. Auflage. Selbstverlag, Bad Schandau 2013, ISBN 978-3-910181-19-9 (Karte, Maßstab 1:20000).

### Zittauer Gebirge
- Zittauer Gebirge – Östlicher Teil. 6. Auflage. Selbstverlag, Bad Schandau 2022, ISBN 978-3-910181-11-3 (Karte, Maßstab 1:10000).
- Zittauer Gebirge – Westlicher Teil. 4. Auflage. Selbstverlag, Bad Schandau 2022, ISBN 978-3-910181-12-0 (Karte, Maßstab 1:10000).